# Tostada mexicana
Tostada es el nombre que reciben varios platillos en México que incluyen una tortilla tostada como base principal de su preparación. 
El nombre suele referirse a una tortilla plana que se fríe o tuesta, pero también puede referirse a cualquier plato que utilice una tostada como base. Se puede consumir sola o utilizarse como base de otros alimentos. Normalmente, se utilizan tortillas de maíz para las tostadas, aunque también se pueden encontrar tostadas de trigo u otros ingredientes.

## Tostadas preparadas
Las tostadas son consideradas como un platillo típico mexicano ("antojito"), de igual manera también son populares en otras partes de América, las cuales tienen como base la tortilla frita. Puede prepararse de maneras diversas, y es por eso que es tan popular, pues cada individuo puede prepararlas a su propio gusto. Se sirven con otros ingredientes encima dependiendo del lugar o del estilo, como pueden ser: mariscos, pescado, frijoles refritos, guacamole, pollo, jamón, lechuga, jitomate, queso fresco, crema, salsa, entre muchos otros más.

## Tipos de preparación
Existen diferentes formas de preparar estos alimentos según el país y región, combinando preparaciones de vegetales, carne, mariscos, y otros ingredientes selectos de varias zonas de la república.

### Tostadas de tinga
La tinga de pollo o de res es muy usada para acompañar en tostadas, sobre todo en las regiones centrales del país. La tinga suele hacerse con jitomate, chile y cebolla, mientras que con toda la tostada se acompaña con diversos ingredientes.

### Tostadas de frijoles
La base es la tortilla, son hechas en base de frijoles refritos untados por la tortilla, con lo cual se acompañan otros diversos ingredientes para acompañar.

### Quesadillas de pollo
Esta entra en esta categoría debido a ser una tortilla preparada con tinga, incluso el sabor es el mismo, la diferencia es que una es tortilla blanda y doblada mientras la tostada es crujiente.

## Forma de comerse
Suelen comerse con las manos, ya que la tortilla frita hace imposible el partirlas. Es muy común que se rompan fácilmente, por lo que es recomendable tener servilletas a la mano y estar dispuesto a mancharse un poco para disfrutar este platillo de la manera tradicional.